# تی-۶۲
تی-۶۲ نوعی تانک رزمی اصلی ساخت شوروی است که بر اساس پیشرفت طرح تانک‌های خانواده تی-۵۴/۵۵ طراحی شده و تولید آن از سال ۱۹۶۱ آغاز شد. این تانک به تدریج جای تانک‌های تی-۵۴ را در واحدهای زرهی و موتوری ارتش سرخ گرفته و تولید آن در شوروی تا سال ۱۹۷۵ ادامه یافت، تا اینکه در دهه ۱۹۸۰ با تانک‌های مدرن‌تر تی-۶۴، تی-۷۲ و تی-۸۰ در خطوط مقدم ارتش شوروی جایگزین شد.
تی-۶۲ نخستین تانکی بود که از توپ بدون خان استفاده می‌کرد. تفاوت‌های اصلی این تانک با تی-۵۴ شامل شاسی طولانی‌تر و عریض‌تر، توپ بلندتر و پرقدرت‌تر و بدون خان ۱۱۵ میلی‌متری می‌شوند.

## ویژگی‌ها
شنی‌های تی-۶۲ مثل تی-۵۴ از ۵ چرخ تشکیل می‌شود، اما برخلاف تی-۵۴ که بیشترین فاصله بین چرخ اول و دوم است در تی-۶۲ چرخ‌های سوم، چهارم و پنجم بیشترین فاصله را از یکدیگر دارند.
سلاح اصلی این تانک توپ بدون خان ۱۱۵ میلی‌متری است که مهمترین پیشرفت آن نسبت به تی-۵۴ محسوب می‌شد. این توپ اندازه طولانی‌تری از توپ ۱۰۰ میلی‌متری تی-۵۴ و قدرت و دقت بسیار بالاتری از آن داشت و همچنین نخستین توپ بدون خان در یک تانک بود که پس از آن مورد اقتباس تانک‌های دیگر قرار گرفت و امروزه تقریباً تمام تانک‌های مهم جهان، به جز تانک چلنجر ساخت انگلستان، از توپ‌های بدون خان استفاده می‌کنند. سلاح ثانویه تانک هم تیربار متوسط هم‌محور پی‌کاتی با ۲ هزار فشنگ و تیربار ضدهوایی دوشکا در مدل تی-۶۲آ است.
موتور مدل اصلی این تانک مثل تی-۵۵ موتور دیزلی وی-۱۲ با قدرت ۵۸۰ اسب بخار بود که حداکثر برد عملیاتی آن را در جاده به ۴۵۰ و در خاکی به ۳۲۰ کیلومتر می‌رساند. این برد با دو مخزن سوخت اضافی ۲۰۰ لیتری که در پشت تانک قرار داده می‌شد قابل افزایش به ۴۵۰ و ۶۵۰ کیلومتر در جاده بود.
معایب تی-۶۲ عمدتاً همان معایب تی-۵۴ یعنی فضای محدود سرنشینان تانک، زره ضعیف، تجهیزات کنترل آتش نامرغوب، میزان محدود خم شدن سلاح اصلی به سمت پائین، و آسیب‌پذیری مخازن سوخت و مهمات است.
تیراژ تی-۶۲ در طول ۱۵ سال تولید خود از سال ۱۹۶۱ تا ۱۹۷۵ به ۲۰ هزار عراده رسید. پس از توقف تولید در شوروی ۱۵۰۰ عراده دیگر در چکسلواکی فقط برای صادرات تولید شد. کره شمالی تنها کشور دیگری بود که در دهه ۱۹۸۰ دست به تولید یک مدل بومی از تی-۶۲ با نام چونماهو زد که تغییراتی در جهت بهتر کردن قدرت تحرک تانک در آن اعمال شده بود و ۱۵۰ عراده از آن هم در ابتدای جنگ ایران و عراق به ایران فروخته شد.

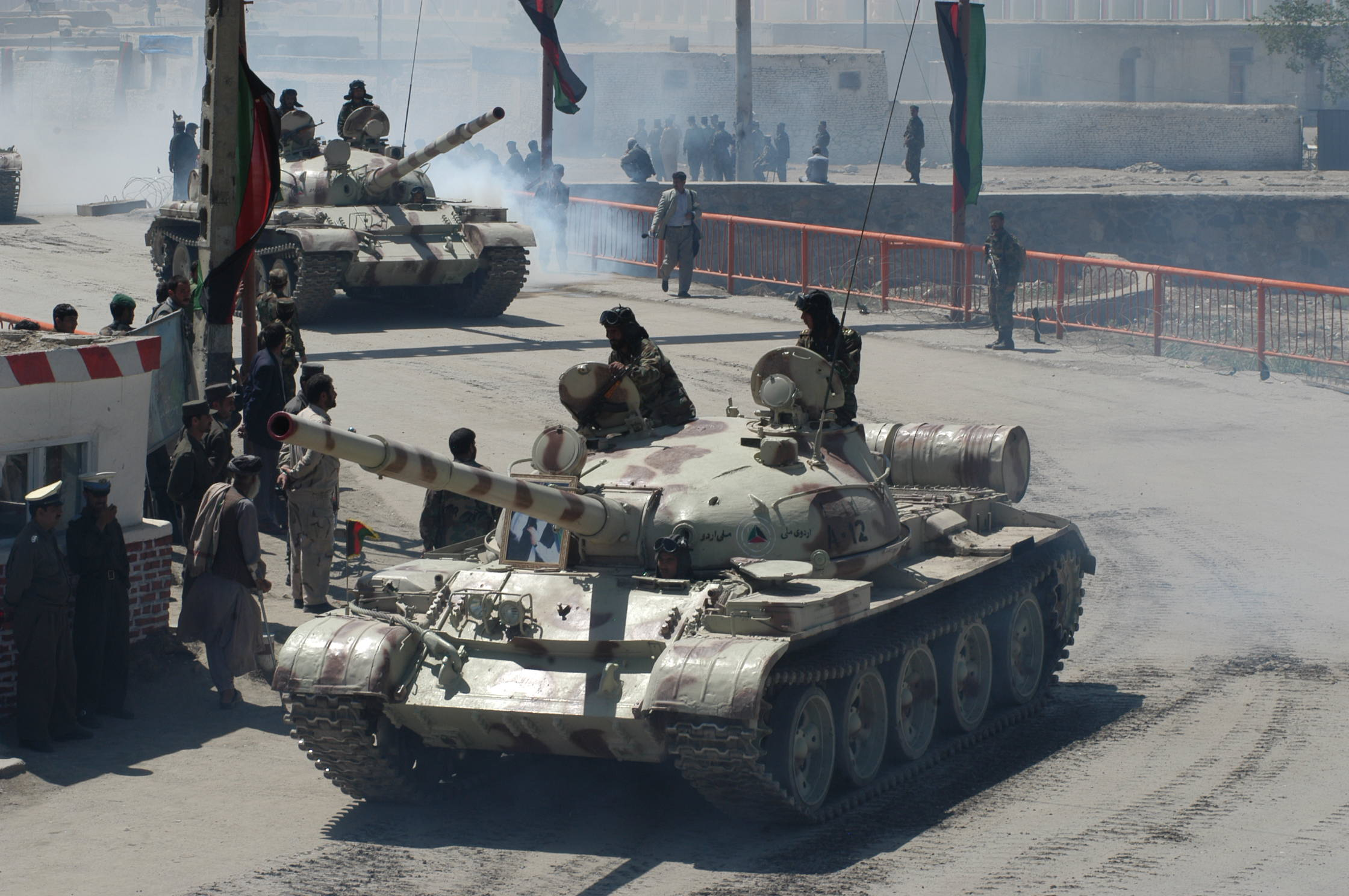
تی-۶۲های ارتش افغانستان در کابل، ۲۰۰۴.

## مشخصات فنی

### مشخصات عمومی
- خدمه: ۴ نفر

#### ابعاد
- طول کلی: ۹۴۵ سانتی‌متر
- طول بدنه: ۶۶۰ سانتی‌متر
- عرض: ۳۳۵ سانتی‌متر
- ارتفاع: ۲۲۰ سانتی‌متر
- فاصله کف از سطح زمین: ۴۰ سانتی‌متر
- عرض شنی: ۵۰ سانتی‌متر
- فاصله دندانه‌های شنی: ۱۷٫۵ سانتی‌متر
- تعداد قسمت‌های هر شنی: ۷۴

#### وزن
- وزن بارگیری شده: ۳۷٫۵ تن
- فشار بر سطح: ۰٫۸۱ کیلوگرم بر سانتی‌متر مربع

#### پیشرانه
- نیرومحرکه: یک موتور دیزل وی‌شکل ۱۲ سیلندر V-2-62 خنک‌شونده با آب: با توان ۷۰۰ اسب بخار
- نسبت توان به وزن: ۱۸٫۶ اسب بخار بر تن
- ظرفیت سوخت: ۷۲۰ تا ۱۵۶۰ لیتر
- حداکثر دور موتور: ۲۲۰۰ بار بر دقیقه
- انتقال قدرت: ۵ دنده جلو - ۱ دنده عقب

#### زره
- بدنه:
  - جلو: ۱۰۰ میلی‌متر
  - اطراف: ۸۰ میلی‌متر
  - پشت: ۶۰ میلی‌متر
  - سقف: ۳۰ میلی‌متر
  - کف: ۲۰ میلی‌متر
- برجک: ۳۰ تا ۱۲۰ میلی‌متر

### عملکرد
- حداکثر سرعت:
  - در جاده: ۵۵ کیلومتر بر ساعت
  - خارج از جاده: ۳۰ کیلومتر بر ساعت
- پایاسیر: ۲۵ کیلومتر بر ساعت
- برد:
  - در جاده: ۳۰۰ تا ۴۸۰ کیلومتر
  - خارج از جاده: ۲۲۵ تا ۳۰۰ کیلومتر
- دایره دور زدن: ۸٫۸ متر
- عبور از موانع:
  - حداکثر عرض سنگر: ۲۷۰ سانتی‌متر
  - حداکثر ارتفاع مانع: ۸۰ سانتی‌متر
  - حداکثر شیب: ۳۰ درجه
  - حداکثر عمق آب: ۱۷۰ سانتی‌متر

### تسلیحات
- یک توپ بدون خان کالیبر ۱۱۵ میلی‌متر: ۴۵ گلوله:
  - زاویه بالا و پایین شدن: ۵- تا ۲۰+
- یک مسلسل DT کالیبر ۷٫۶۲ میلی‌متر: ۲۲۰۰ فشنگ[۵]

## کاربران

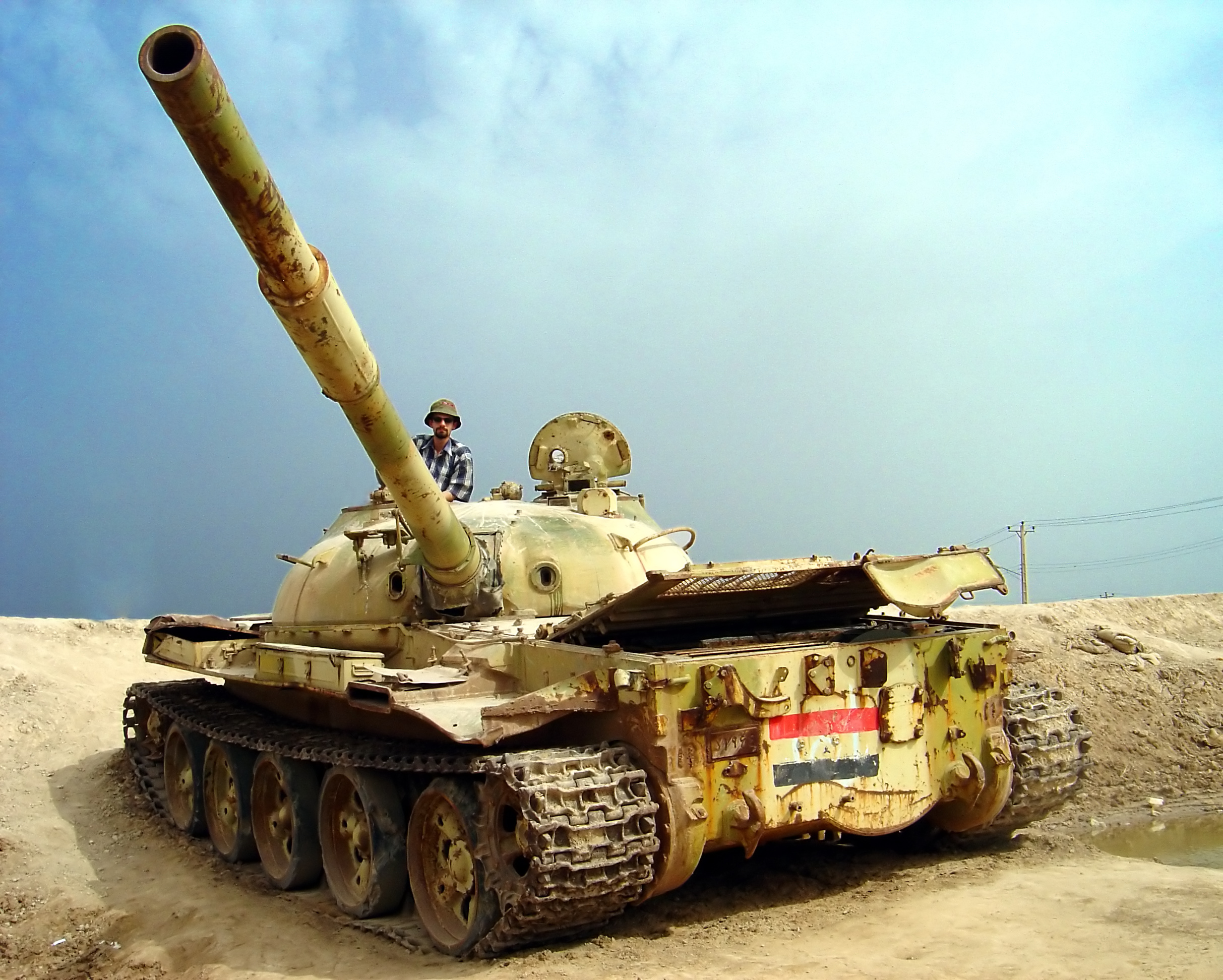
لاشه تی-۶۲ عراقی در خرمشهر

- الجزایر – ۳۳۰ عراده بین سال‌های ۱۹۷۷ تا ۱۹۷۹ از خط تولید چکسلواکی خریداری شد. ۳۰۰ عراده هم‌اکنون در خدمت فعال نظامی.
- آنگولا –[۶] ۱۸ عراده هم‌اکنون در خدمت فعال نظامی.[۷]
- کوبا[۶] ۳۸۰ عراده هم‌اکنون در خدمت فعال نظامی.[۸] بهینه‌سازی شده به تی-۶۲ام.
- مصر – ۷۵۰ عراده بین سال‌های ۱۹۷۲ تا ۱۹۷۵ خریداری شد.[۶] حدود ۵۰۰ عراده همچنان فعال است.[۹]
- اریتره –تعدادی از اتیوپی دریافت شد.[۱۰]
- اتیوپی –[۶] حدود ۱۰۰ عراده هم‌اکنون در خدمت فعال نظامی.
- ایران – ۶۵ عراده به عنوان کمک از لیبی در سال ۱۹۸۱ دریافت شد. ۱۰۰ عراده تی-۶۲ دست دوم در ۱۹۸۲ از سوریه خریداری شد؛ و ۱۵۰ عراده چونماهو تولید کره شمالی بین سال‌های ۱۹۸۲ تا ۱۹۸۴ از این کشور خریداری شد.[۶] ۱۷۵ عراده فعال است .[۱۱][۱۲]
- اسرائیل –۱۲۰ عراده تیران-۶ مدل بهینه‌سازی تی-۶۲های غنیمتی[۸][۱۳][۱۴]
- اقلیم کردستان عراق - ۱۰۰ تا ۱۲۰ عراده در اختیار اتحادیه میهنی و ۵۰ عراده در اختیار حزب دمکرات کردستان.
- قزاقستان –۷۵ عراده فعال در سال ۲۰۰۵.[۱۵]
- لیبی –[۶] در یک دوره بیش از ۹۰۰ عراده فعال بود.[۸][۱۳] هم‌اکنون ۱۰۰ عراده فعال و ۷۰ عراده در ذخیره.[۱۶]
- مغولستان – ۲۵۰ عراده در سال ۲۰۱۱ در سرویس.[۶]
- کره شمالی –[۶] تولید بیش از ۱۲۰۰ عراده چونما-هو.[۸][۱۳] ۲۰۰۰ عراده تی-۶۲ تولید شوروی و چونما-هو در سال ۲۰۱۰ فعال است.[۱۷]
- روسیه – حداقل ۲ هزار عراده از شوروی به ارث رسید. در سال ۲۰۰۸ تنها ۹۱ عراده فعال و بقیه در ذخیره بوده است.[۱۸]
- سوریه – حدود هزار عراده در دهه ۱۹۷۰ و ۱۹۸۰ از شوروی خریداری شد.[۶] در سال ۲۰۰۵ حدود هزار عراده فعال بوده است.[۱۹]
- ازبکستان –۱۷۰ عراده فعال در سال ۲۰۰۵.[۲۰]
- ویتنام –۲۲۰ عراده فعال در ۲۰۰۹.
- یمن – 150عراده[۱۰]
- جمهوری دموکراتیک عربی صحرا – 20عراده[۲۱]
- اوستیای جنوبی –

### کاربران سابق
- افغانستان –۱۰۰ عراده تی-۶۲ در سال‌های ۱۹۷۵ و ۷۶ و ۱۵۵ عراده تی-۶۲ دست دوم بین سال‌های ۱۹۷۹ تا ۱۹۹۱ از شوروی خریداری شد.[۶] از مدل‌های تی-۶۲، تی-۶۲ام و تی-۶۲ام۱.[۲۱] همه از خدمت نظامی خارج و به یمن و آنگولا فروخته شد.
- بلاروس ۱۷۰ عراده در سال ۱۹۹۵ فعال بود.[۲۲]
- بلغارستان –[۶][۲۱] حدود ۲ هزار عراده از شوروی دریافت شده بود.

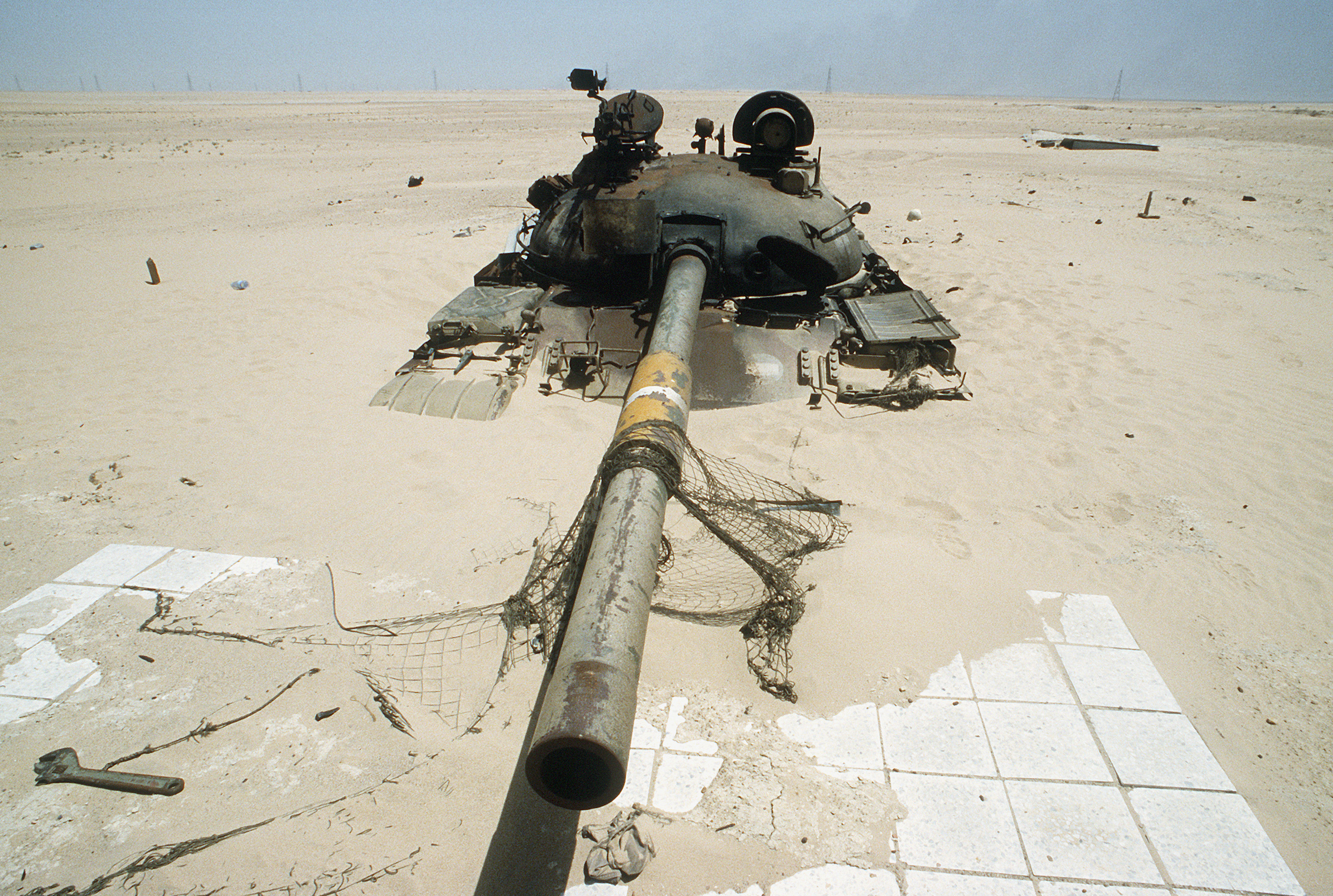
تی-۶۲ منهدم‌شده عراقی در جنگ ۱۹۹۱ خلیج فارس

- عراق –۷۰۰ عراده در دهه ۱۹۷۰ و ۲۱۵۰ تی-۶۲ دست دوم در دهه ۱۹۸۰ از شوروی خریداری شد.[۲۳] در سال ۱۹۹۰ بیش از هزار عراده تی-۶۲ فعال بود.[۸][۱۳]
- شوروی- در سال ۱۹۹۰ حدود ۱۱ هزار و ۳۰۰ عراده تی-۶۲ وجود داشت.[۲۴]
- تاجیکستان –[۲۵]
- ترکمنستان –
- اوکراین – حداقل ۳۰۰ عراده از شوروی دریافت شد.[۲۶] در سال ۱۹۹۵ حدود ۸۰ عراده فعال بود.[۲۷]
- ایالات متحده آمریکا –تعدادی برای تمرینات نظامی استفاده می‌شد.[۲۱]
- شبه‌نظامیان لبنانی – میلیشای مسیحی در لبنان تعدادی تی-۵۵ و تی-۶۲ در اختیار داشت.
- جمهوری عربی یمن[۶]
- یمن جنوبی[۶]
- حزب سوسیالیست یمن ۵۶ عراده تی-۶۲ در سال ۱۹۹۴ از بلغارستان خریداری کرد.[۶]

### فقط ارزیابی
- چین – یک عراده تی-۶۲ در درگیری مرزی چین و شوروی در سال ۱۹۶۹ به غنیمت درآمد.[۲۸] و برای مقاصد تحقیقاتی استفاده شد.
- چکسلواکی – تانک ارزیابی شده و مورد قبول قرار نگرفت اما ۱۵۰۰ عراده برای صادرات ساخته شد.
- لهستان – ارزیابی شده و تأیید نشد.